# 上海植物園
上海植物園は中華人民共和国上海市徐匯区竜呉路1111号に位置する植物園。敷地面積は81.86ヘクタール。中国国内では最大級の植物園で、国内の希少植物や絶滅危惧種なども植えられている。4,900平米の温室には、世界各地の3,500種類以上の植物を観賞できる。

## 履歴
- 1954年前身の竜華苗圃ができる
- 1974年上海植物園に改称
- 1978年正式に公開

## 主な園区
- 盆栽園：最も広く4ヘクタールを占め、2000を超える盆栽が置かれている。
- 薔薇園：桜が植えられており日本の品種も多い。
- 牡丹園
- キンモクセイ園
- 草薬園
- 松柏園
- カエデ園
- 竹園
- 蘭室：11150平方メートル。300種余りを栽培。

## 付近の建物
- 上海中学
- 黄婆道墓